# 伊夫里勒唐普勒
伊夫里勒唐普勒（法語：Ivry-le-Temple，法語發音：[ivʁi lə tɑ̃pl]）是法国瓦兹省的一个市镇，属于博韦区。

## 地理
伊夫里勒唐普勒（49°13'43"N, 2°1'48"E）面积12.47 平方千米，位于法国上法蘭西大區瓦兹省，该省份为法国北部内陆省份，北起索姆省，西接厄尔省和滨海塞纳省，南至塞纳-马恩省和瓦兹河谷省，东临埃纳省。
与伊夫里勒唐普勒接壤的市镇（或旧市镇、城区）包括：弗雷讷莱吉永、埃农维尔、莫讷维尔、蒙村、讷维尔博斯克、瑟诺、萨布隆新城、圣克雷潘-伊布维莱尔。

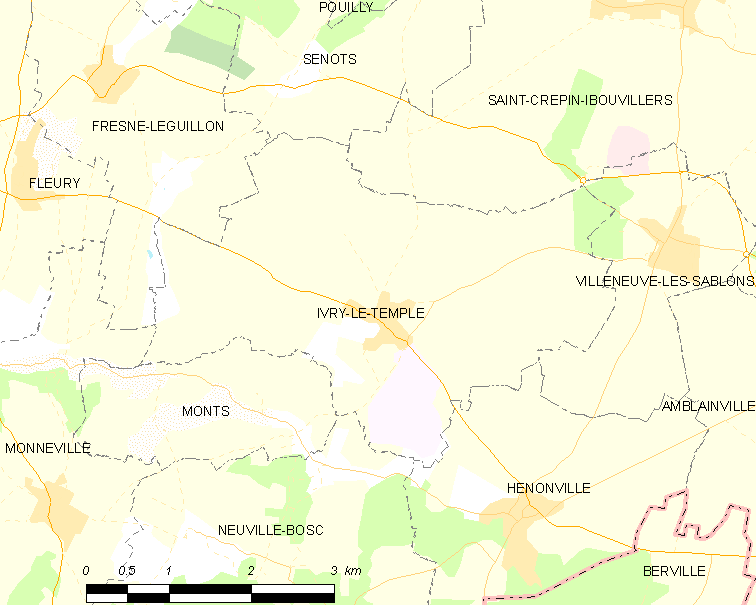
伊夫里勒唐普勒的OSM定位图

伊夫里勒唐普勒的时区为UTC+01:00、UTC+02:00（夏令时）。

## 行政
伊夫里勒唐普勒的邮政编码为60173，INSEE市镇编码为60321。

## 政治
伊夫里勒唐普勒所属的省级选区为韦克桑地区肖蒙县。

## 人口

1962-2008年间伊夫里勒唐普勒人口变化图示

伊夫里勒唐普勒于2022年1月1日时的人口数量为876人。